# River Thet
River Thet är ett vattendrag i Storbritannien.   Det ligger i riksdelen England, i den sydöstra delen av landet, 120 km nordost om huvudstaden London.